# Thomas Webster (zeiler)
Thomas Campbell Webster (Los Angeles, 25 december 1909 – Los Angeles, 31 januari 1981) was een Amerikaans zeiler.
Webster was tijdens de Olympische Zomerspelen 1932 een bemanningslid van Owen Churchill, tijdens deze spelen won Webster de gouden medaille in de 8 meter klasse.

## Olympische Zomerspelen
| Jaar | Plaats      | Resultaten     |
| ---- | ----------- | -------------- |
| 1932 | Los Angeles | 8 meter klasse |

1908: Charles Campbell / Blair Cochrane / John Rhodes / Henry Sutton / Arthur Wood ·
1912: Thomas Aas / Andreas Brecke / Torleiv Corneliussen / Thoralf Glad / Christian Jebe
1920 (model 1907): Thorleif Holbye / Alf Jacobsen / Kristoffer Olsen / Carl Ringvold / Tellef Wagle ·
1920 (model 1919): Thorleif Christoffersen / Magnus Konow / Reidar Martiniuson / Ragnar Vik ·
1924: Rick Bockelie / Harald Hagen / Ingar Nielsen / Carl Ringvold jr. / Carl Ringvold ·
1928: Donatien Bouché / André Derrien / Virginie Hériot / André Lesauvage / Jean Lesieur / Carl de la Sablière ·
1932: Owen Churchill / John Biby / Alphonse Burnand / Kenneth Carey / William Cooper / Pierpont Davis / Carl Dorsey / John Huettner / Richard Moore / Alan Morgan / Robert Sutton / Thomas Webster ·
1936: Bruno Bianchi / Luigi De Manincor / Domenico Mordini / Enrico Poggi / Luigi Poggi / Giovanni Reggio